# 蓬托廖
蓬托廖（義大利語：Pontoglio），是意大利布雷西亚省的一个市镇。总面积11.22平方公里，人口6960人，人口密度620.3人/平方公里（2009年）。国家统计（ISTAT）代码为017150。